# Târnava de Criș
Târnava de Criș – wieś w Rumunii, w okręgu Hunedoara, w gminie Vața de Jos. W 2011 roku liczyła 545 mieszkańców.